# Landkreis Hofgeismar

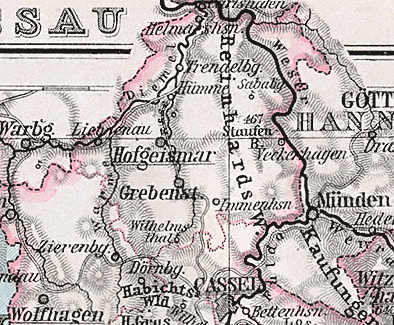
Historische Karte

Der Landkreis Hofgeismar war bis 1972 ein Landkreis in Hessen. Sein ehemaliges Gebiet gehört heute zum Landkreis Kassel. Kreisstadt war die Stadt Hofgeismar. Hofgeismar war der einzige Landkreis in Hessen, der so gut wie ausschließlich im niederdeutschen Sprachgebiet lag.

## Geographie

### Nachbarkreise
Der Landkreis grenzte Anfang 1972, im Norden beginnend im Uhrzeigersinn, an die Landkreise Northeim und Münden (beide in Niedersachsen), Kassel und Wolfhagen (beide in Hessen) sowie an die Kreise Warburg und Höxter (beide in Nordrhein-Westfalen).

### Reinhardswald
Über 40 % des ehemaligen Kreisgebiets bestanden aus dem Reinhardswald, einem waldreichen Mittelgebirge zwischen Kassel im Süden und Bad Karlshafen im Norden sowie Hann. Münden im Osten und Hofgeismar im Westen. 

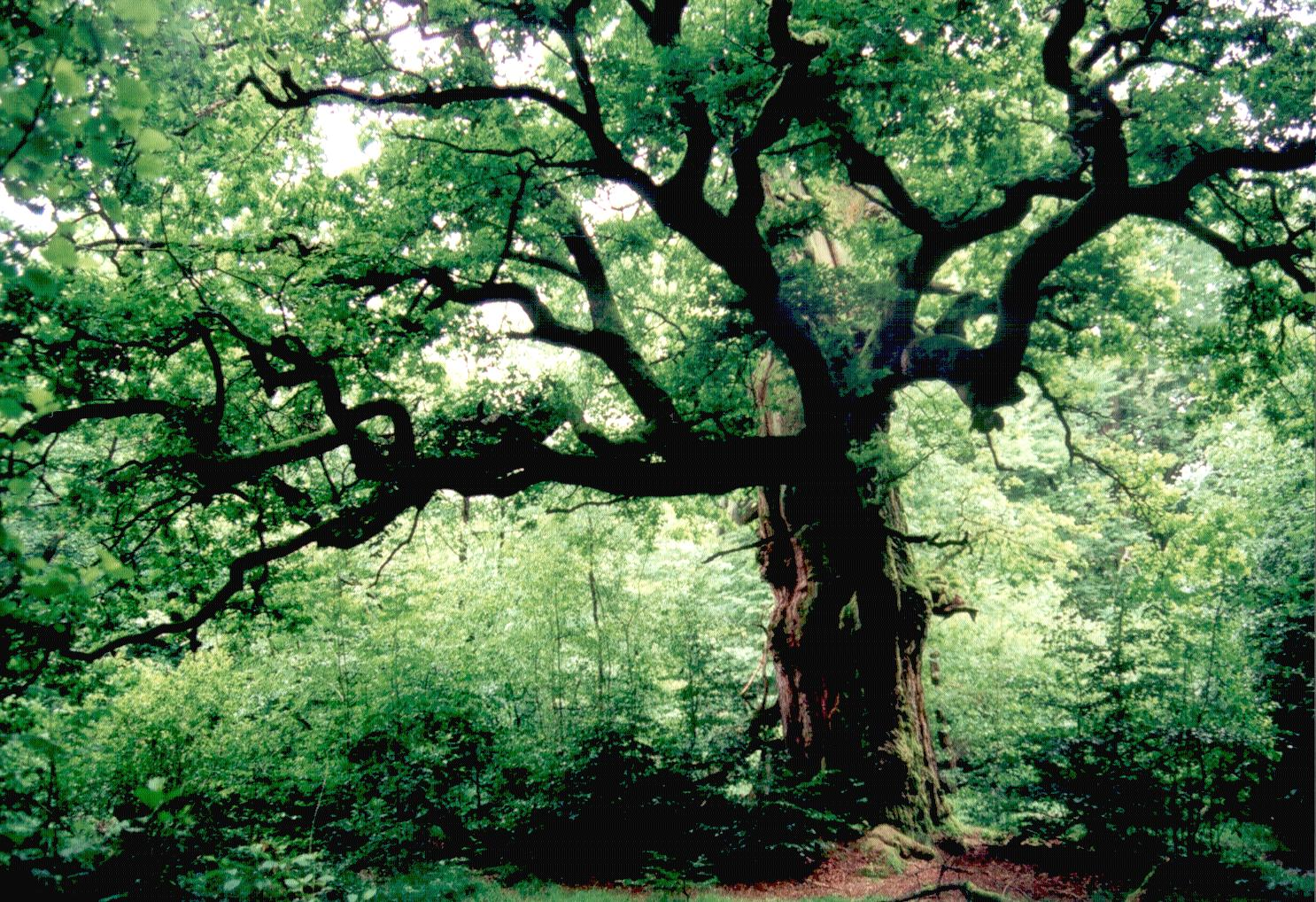
Alte Eiche aus dem Teilgebiet „Urwald Sababurg“ im Reinhardswald

Der Reinhardswald ist die Heimat vieler Sagen und Legenden sowie Grimmscher Märchen und beheimatet bis heute das Märchenschloss Sababurg. Im Reinhardswald wurde auch über Jahrhunderte hinweg Bergbau betrieben. Auf den Hochlagen des 472,1 m ü. NN hohen Gahrenbergs ist die Braunkohleförderung ab dem Jahr 1575 urkundlich belegt. Mit der Schicht am 30. Oktober 1970 wurde die letzte Kohle aus dem Gahrenberg gewonnen.

## Geschichte
Der Landkreis Hofgeismar wurde am 21. August 1821 als Kreis Hofgeismar in Kurhessen gebildet. Mit der Annexion Kurhessens durch Preußen im Jahr 1866 wurde auch der Kreis Hofgeismar preußisch und 1867 Teil des neuen Regierungsbezirks Kassel der preußischen Provinz Hessen-Nassau.
Am 1. Dezember 1970 schied die Gemeinde Hohenkirchen aus dem Landkreis aus und wurde in die neue Gemeinde Espenau im Landkreis Kassel eingegliedert. 
Im Rahmen der hessischen Kreisreform entstand am 1. August 1972 aus den ehemaligen Landkreisen Hofgeismar, Wolfhagen und Kassel der neue Landkreis Kassel.

## Einwohnerentwicklung
Nach dem Zweiten Weltkrieg nahm die Bevölkerungszahl durch den Zuzug vieler Heimatvertriebener stark zu. 
| Jahr | Einwohner | Quelle |
| ---- | --------- | ------ |
| 1871 | 36.317    | [ 2 ]  |
| 1890 | 33.362    | [ 3 ]  |
| 1900 | 36.109    | [ 3 ]  |
| 1910 | 36.880    | [ 3 ]  |
| 1925 | 39.249    | [ 3 ]  |
| 1933 | 40.422    | [ 3 ]  |
| 1939 | 40.665    | [ 3 ]  |
| 1950 | 66.128    | [ 3 ]  |
| 1960 | 58.300    | [ 3 ]  |
| 1970 | 59.300    | [ 4 ]  |
| 1971 | 57.400    | [ 5 ]  |

## Politik

### Landräte
- 1822–1824 Friedrich Meisterlin
- 1844–1848 Carl von Benning
- 1851–1853 Florus Auffarth
- 1859–1862 Karl Cöster
- 1868–1875 Otto von Dehn-Rotfelser
- 1875–1881 Edwin von Posadowsky-Wehner
- 1881–1886 Richard Wentzel
- 1886–1898 Ludwig Friedrich Franz Beckhaus
- 1898–1908 Karl Rieß von Scheurnschloß
- 1908–1919 Georg Riedesel zu Eisenbach
- 1919–1924 Karl zu Solms-Laubach
- 1924–1933 Conrad Prange
- 1933–1935 Wilhelm Braun
- 1935–1943 Johann Graack (NSDAP)
- 1943–1945 Gerhard Luyken
- 1945–1948 Karl Höner (SPD)
- 1948–1966 Artur Steinbrenner (FWG)
- 1966–1972 Gerhard Arnold (SPD)

### Wappen
Im März 1952 wurde dem Landkreis Hofgeismar durch das Hessische Staatsministerium das Recht zur Führung eines Wappens verliehen.

## Gemeinden

### Stand 1969
Bis zu den ersten Gemeindefusionen im Jahre 1970 bestand der Landkreis Hofgeismar aus 50 Gemeinden, von denen sieben das Stadtrecht besaßen:
|  | Arenborn Beberbeck Burguffeln Calden Carlsdorf Deisel Eberschütz Ehrsten Ersen Friedrichsdorf Friedrichsfeld Fürstenwald Gewissenruh | Gieselwerder Gottsbüren Gottstreu Grebenstein, Stadt Grimelsheim Haueda Heisebeck Helmarshausen, Stadt Hofgeismar, Stadt Hohenkirchen Holzhausen Hombressen Hümme | Immenhausen, Stadt Karlshafen, Stadt Kelze Lamerden Langenthal Liebenau, Stadt Lippoldsberg Mariendorf Meimbressen Niedermeiser Obermeiser Oedelsheim Ostheim | Schachten Schöneberg Sielen Stammen Trendelburg, Stadt Udenhausen Vaake Veckerhagen Vernawahlshausen Westuffeln Zwergen |

### Stand 31. Juli 1972
Nach einer Reihe von Gemeindefusionen bestanden im Landkreis Hofgeismar zum Zeitpunkt seiner Auflösung am 31. Juli 1972 noch 15 Gemeinden:
|  | Calden Ehrsten Grebenstein, Stadt Heisebeck | Helmarshausen, Stadt Hofgeismar, Stadt Immenhausen, Stadt Karlshafen, Stadt | Liebenau, Stadt Obermeiser Oberweser Reinhardshagen | Trendelburg, Stadt Wahlsburg Zwergen |

Gleichzeitig mit der Auflösung des Landkreises fanden am 1. August 1972 noch weitere Eingemeindungen statt. Ehrsten und Obermeiser wurden nach Calden, Helmarshausen nach Karlshafen, 
Zwergen	nach Liebenau und Heisebeck nach Oberweser eingemeindet. Damit traten zehn Gemeinden aus dem Altkreis Hofgeismar in den neuen Landkreis Kassel ein.

## Kfz-Kennzeichen
Am 1. Juli 1956 wurde dem Landkreis bei der Einführung der bis heute gültigen Kfz-Kennzeichen das Unterscheidungszeichen HOG zugewiesen. Es wurde bis zum 31. Juli 1972 ausgegeben. Seit dem 2. Januar 2013 ist es wieder im Landkreis Kassel erhältlich.